# Metro w Jekaterynburgu
Metro w Jekaterynburgu – system metra w Jekaterynburgu w Rosji.
Składa się obecnie z jednej linii o orientacji północ−południe otwartej w 1991 roku, planowana jest jego rozbudowa. Metro jest zsynchronizowane z siecią tramwajową, umożliwiającą dostęp do zachodnich dzielnic Jekaterynburga.

## Historia
Jekaterynburg, czwarte co do wielkości miasto Rosji, zaczęło się borykać z natężonym ruchem już w połowie lat 70 XX wieku. Wówczas to miasto przekroczyło milion mieszkańców. Zaistniała więc potrzeba wybudowania środka transportu który umożliwiłby sprawniejszą komunikację w mieście. Tak więc decyzja o budowie metra zapadła już 28 sierpnia 1980 roku.
Pierwsze prace budowlane ruszyły w 1982 roku. Podczas prac napotkano się na wiele problemów natury hydrologicznej co przełożyło się na opóźnienia w terminie zakończenia prac. Wreszcie 26 kwietnia 1991 roku oddano do użytku pierwszy odcinek Jekaterynburskiego metra wraz z trzema stacjami: Prospektem Kosmonautów, Urałmaszem i Maszynostroitielejem.
Dwa lata późnej do ówczesnej sieci włączono stację Uralskaja, a pod koniec 1994 roku dwie kolejne: Dinamo i Plac 1905 Roku. W 2002 roku linię metra uzupełniono o stację Gieologiczeskaja. W 2011 roku linię metra uzupełniono o stacje Botaniczeskaja, natomiast latem 2012 roku oddano do użytku stację Czkałowskają.

## Lista stacji i zajezdni

### Stacje
- Prospiekt Kosmonawtow
- Urałmasz
- Maszynostroitielej
- Uralskaja
- Dinamo
- Płoszczad´ 1905 goda
- Gieołogiczeskaja
- Bażowskaja (planowana)
- Czkałowskaja
- Botaniczeskaja

### Zajezdnie
- Zajezdnia TCz-1 Kalinowskoje